# バルバラ・セイシャス
バルバラ・セイシャス（Bárbara Seixas de Freitas、1987年3月8日 - ）はブラジルのビーチバレーボール選手である。リオデジャネイロ出身。
2012年にはFIVBビーチバレーボールワールドツアーの年間トップルーキーに耀いている。三度ユース世界選手権者となり、出場したシニアのワールドツアーでも数度表彰台に上っている。2013年にポーランドのスタレ・ヤブウォンキで開催された2013年ビーチバレーボール世界選手権では、リリアン・マエストリーニとペアを組んで、銅メダルを獲得し、同年8月現在のワールドツアー獲得賞金ランキングで3位まで上り詰めた
。
2015年にオランダのハーグで開催された2015年ビーチバレーボール世界選手権では、アガタ・ベドナルズクとペアを組み、ついに世界チャンピオンに耀いた。
翌2016年のリオデジャネイロオリンピックでも、アガタとペアを組んで出場した。準決勝でアメリカ合衆国のケリー・ウォルシュ・ジェニングス・エイプリル・ロス組を2-0のストレートで下し、決勝に進出。決勝戦では、ドイツのルートヴィヒ・ヴァルケンホルスト組に敗れたものの銀メダルに耀いた。